# ルナ・オービター1号
ルナ・オービター1号（Lunar Orbiter 1）は、ルナ・オービター計画の一環として、サーベイヤー計画とアポロ計画着陸地点となる月の地表の平らな部分を探す目的で打上げられた宇宙船である。月面測量や、放射線の強さや流星塵衝突データを集める機能もあった。
1966年8月10日19時31分（UTC）に宇宙待機軌道へ入り、20時04分に月へ向けた再点火が行われた。途中、道標となるカノープスを一時的に見失ったり、オーバーヒートしたりしたが、月を参照とした航行へ切替えたり、宇宙船を太陽より36度傾けることで乗り切った。
ルナ・オービター1号は、打上げから92.1時間後に月の赤道付近の楕円軌道へ入った。当初の軌道は近点189.1 km、遠点1866.8 km、軌道周期3時間37分で軌道傾斜角は12.2度であった。8月21日に近月天が58 km、8月25日には40.5 kmまで下げられた。8月18日 - 29日まで画像の撮影が行われ、9月14日に読出しが行われた。
月面の500万 km2に当たる合計42枚の高解像度画像、187枚の中解像度画像が撮影されて地球へ送信され、ミッションの75 %が達成され、また、この時、月の距離より見た地球の写真が2枚初めて撮影された。しかし、最初の頃に撮影された高解像度写真は不鮮明であった。ミッションのその他の実験では、正確なデータが得られた。
追跡された軌道は、月の重力のために僅かに「洋梨型」をしており、流星塵は検出されなかった。1966年10月29日の577周目に、月の裏側の北緯7度、東経161度の地点へ衝突した。予定より短命となったのは、軌道制御ガス残量が少なくなったことやその他の劣化のためで、またルナ・オービター2号の通信への干渉を避けるためである。

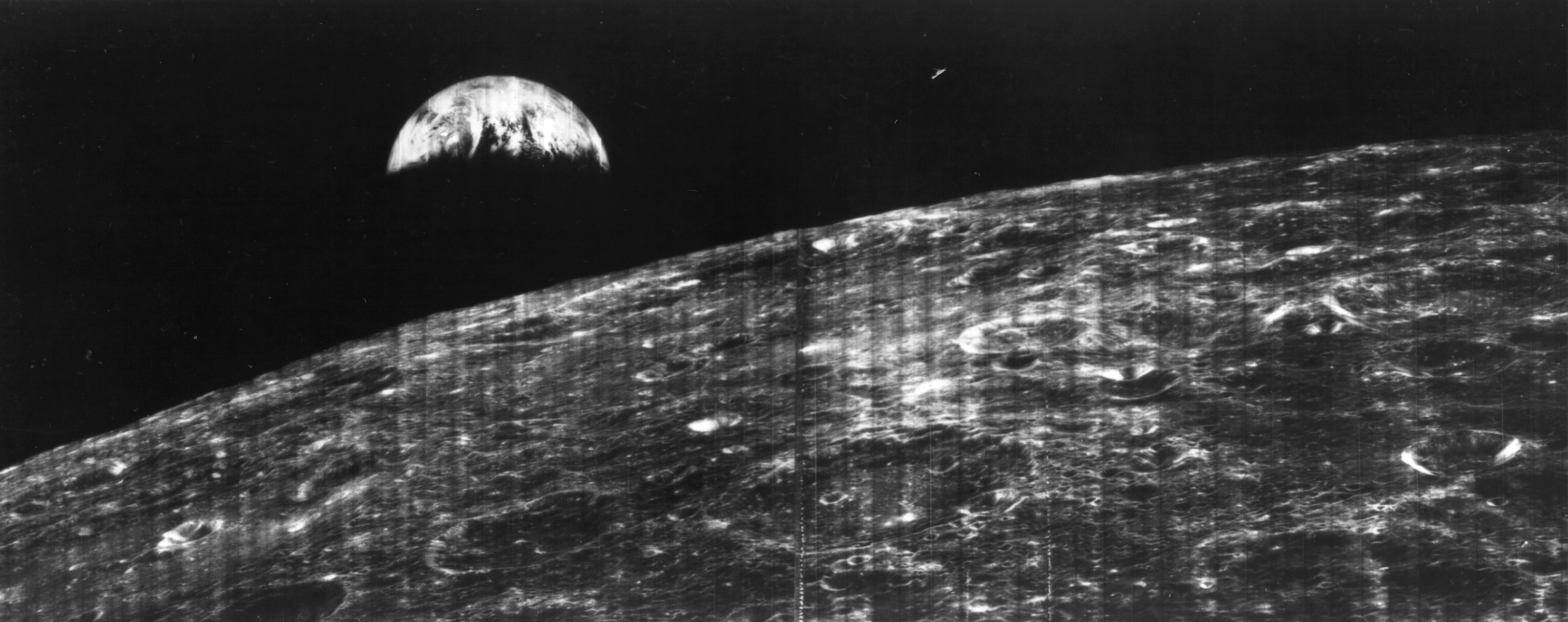
1966年8月23日に撮影された、月の距離からの初めての地球の写真の1枚
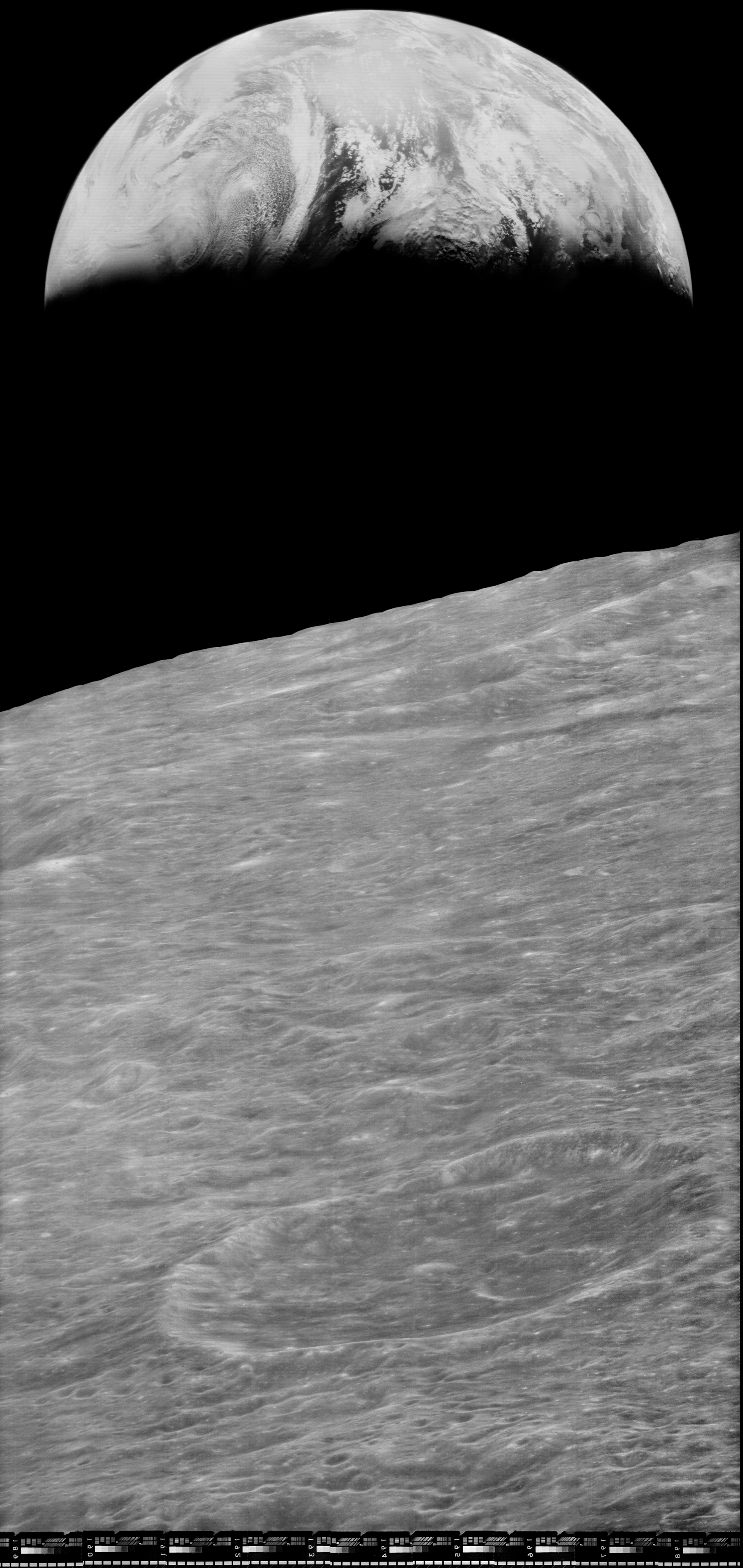
2008年のLunar Orbiter Image Recovery Project（LOIRP）で再処理された画像